# Cleistocactus samaipatanus
Cleistocactus samaipatanus es una especie de planta suculenta perteneciente al género Cleistocactus, dentro de la familia Cactaceae. Se distribuye por Bolivia y el Centro-Oeste de Brasil.

## Descripción

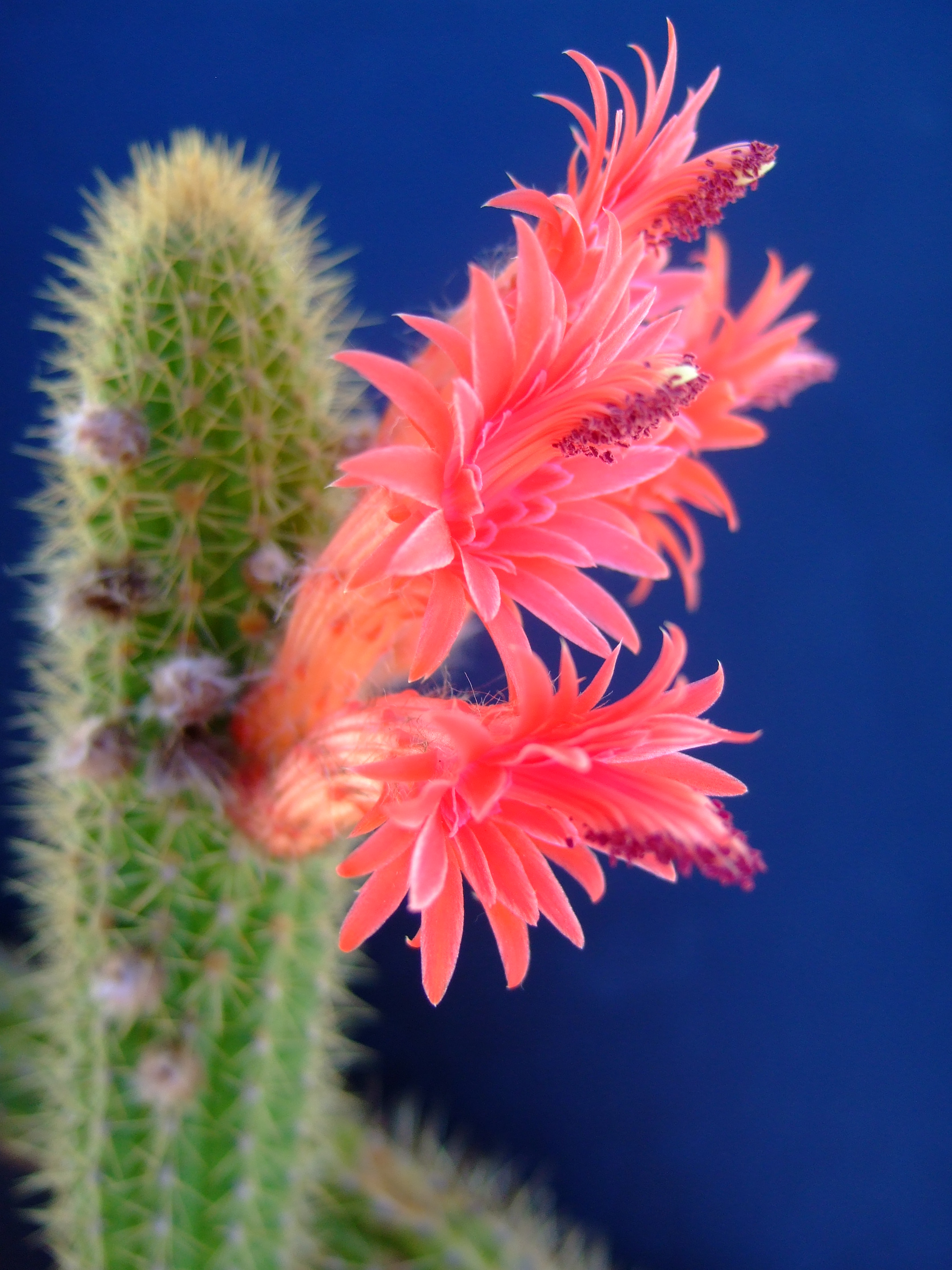
Detalle de la flor

Cleistocactus samaipatanus es una especie de cactus columnar de crecimiento arbustivo, con tallos erectos o rastreros que se ramifican desde la base. Alcanza alturas de hasta 1,5 m y diámetros de 3,5 a 4 cm. Los tallos son estrechos y de color verde amarillento.
Presenta de 14 a 16 costillas bajas, transversalmente surcadas, de 2 mm de alto y 7 mm de ancho. Sobre ellas se asientan areolas afieltradas en la parte superior, de color marrón y separadas unas de otras de 3 a 4 mm. De ellas irradian de 13 a 22 espinas delgadas y desiguales de 0,4 a 3 cm de largo, de color blanquecino-ceniza, amarillento pálido o marrón.

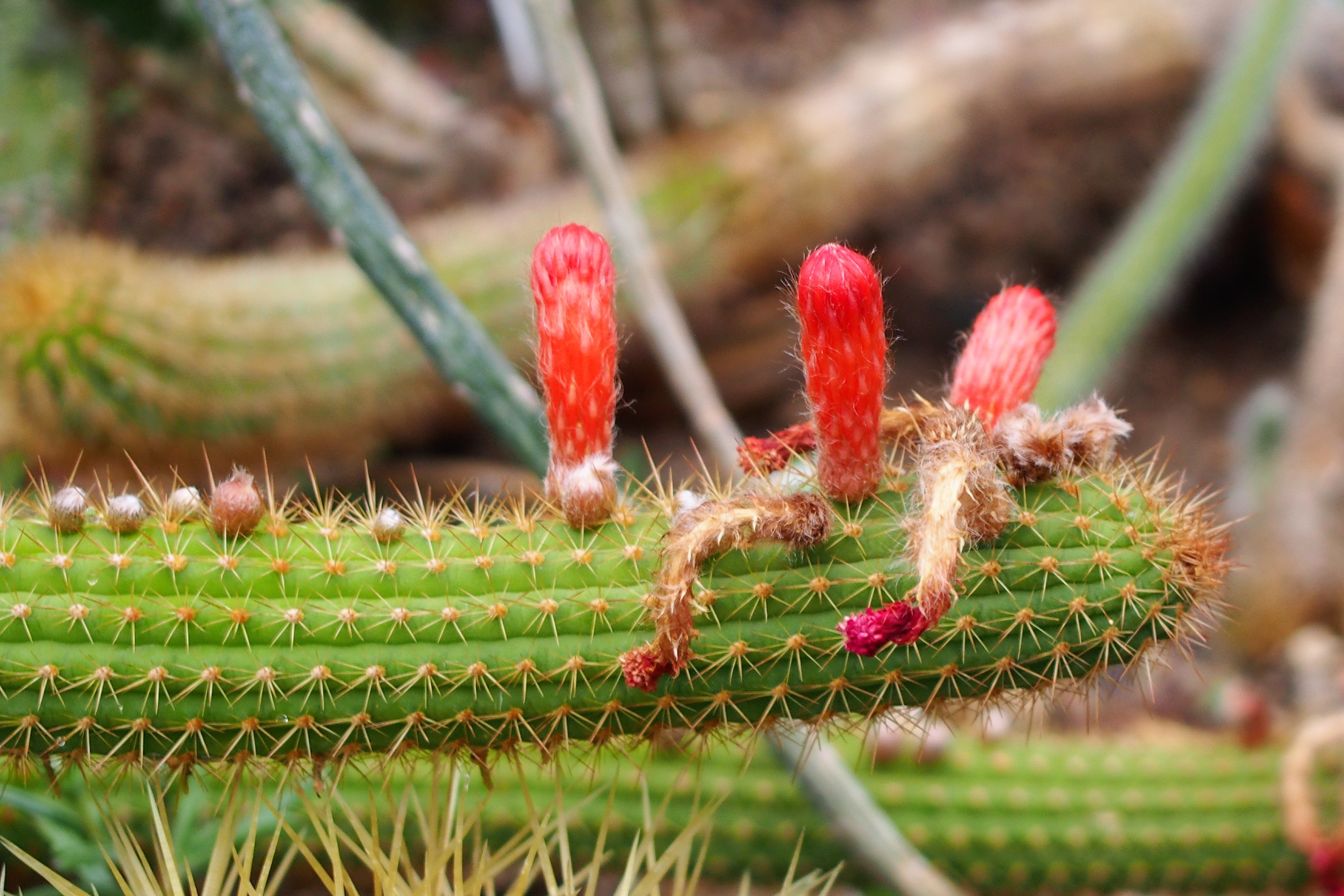
Tallo con espinas y flores

Crece vigorosamente con grandes flores de color rojo rosado en verano. Éstas son tubulares, torcidas, miden 4 cm de largo y tienen sépalos estrechos de color púrpura. La corola la tienen ligeramente comprimida, los pétalos son de color rojo sangre y miden hasta 1,5 cm de largo. Tienen un anillo de lana en la parte inferior del tubo, los estambres están en dos filas y tienen anteras de color púrpura oscuro. 

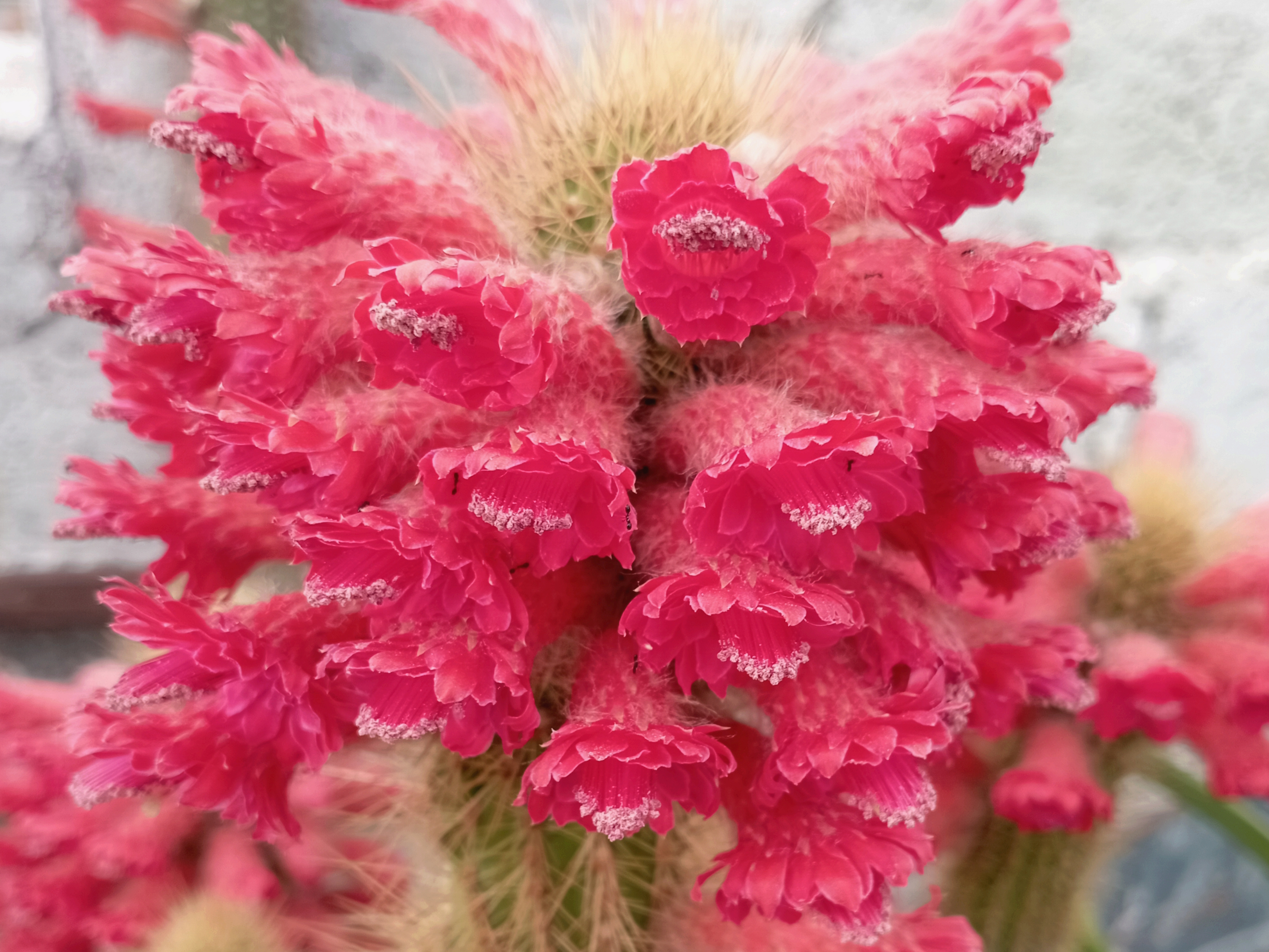
Floración

Los frutos son pequeños y esféricos, miden entre 0,9 y 1,1 cm de largo y entre 0,7 y 0,9 cm de ancho. Son de color blanco y marrón, son densamente lanudos y tienen restos florales adheridos a su piel. En su interior encontramos pequeñas semillas de color marrón negruzco o negro.

## Distribución y hábitat

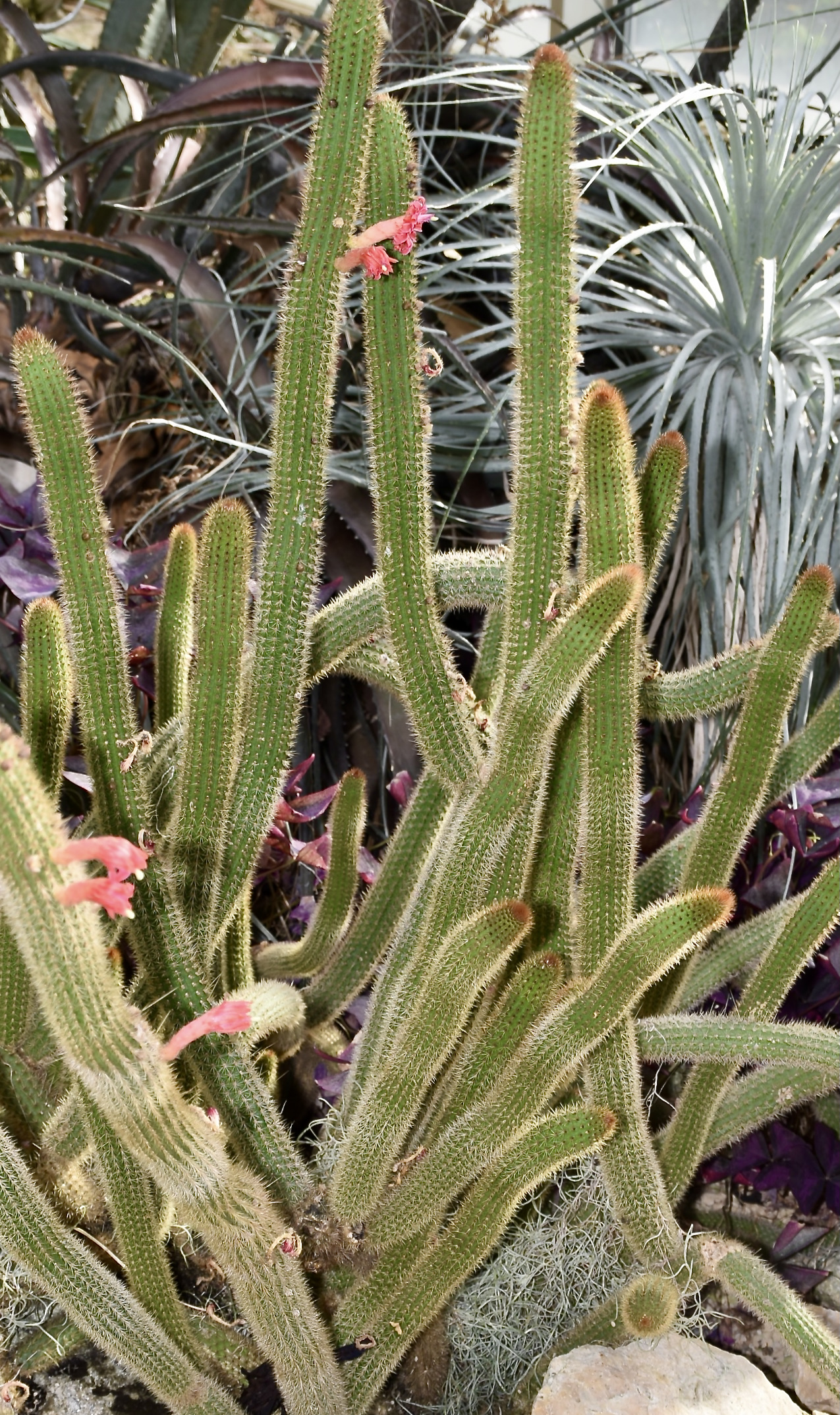
Vista de la planta

El área de distribución nativa de esta especie va desde Bolivia hasta el Centro-Oeste de Brasil (concretamente el estado de Mato Grosso) y crece principalmente en el bioma tropical estacionalmente seco, a altitudes de 1000 a 2000 m.

## Taxonomía
La primera descripción de esta especie fue como Bolivicereus samaipatanus, publicada en 1951 por el botánico boliviano Martín Cárdenas Hermosa en la revista ilustrada Cactus and Succulent Journal 23: 91.
Posteriormente, el botánico británico David Richard Hunt colocó la especie en el género Cleistocactus, pasando a llamarse Cleistocactus samaipatanus y anotando estos cambios en la revista científica Bradleya 5: 92 en el año 1987.
Etimología
- Cleistocactus: nombre genérico que deriva de la combinación de la palabra griega kleistos (que significa cerrado), y cactus (término latino que alude a las plantas del género Cactaceae), haciendo referencias a que son "cactus con flores cerradas", ya que en algunas especies apenas se abren y parecen estar cerradas.
- samaipatanus: epíteto geográfico que alude a la localización de la especie en la ciudad de Samaipata en Bolivia.[6]

Sinonimia
- Bolivicereus brevicaulis F.Ritter (1980)
- Bolivicereus croceus F.Ritter (1980)
- Bolivicereus rufus F.Ritter (1980)
- Bolivicereus samaipatanus Cárdenas (1951)
- Bolivicereus samaipatanus var. divi-miseratus Cárdenas ex Backeb. (1959)
- Bolivicereus samaipatanus subsp. divi-miseratus (Cárdenas ex Backeb.) Guiggi (2017)
- Bolivicereus samaipatanus var. multiflorus Cárdenas (1951)
- Borzicactus samaipatanus (Cárdenas) Kimnach (1960)
- Borzicactus samaipatanus var. divi-miseratus (Cárdenas ex Backeb.) Krainz (1962)
- Borzicactus samaipatanus var. multiflorus (Cárdenas) Krainz (1962)
- Cleistocactus samaipatanus subsp. divi-miseratus (Cárdenas ex Backeb.) M.Lowry (2016)
- Echinopsis samaipatana (Cárdenas) Anceschi & Magli (2013)

## Estado de conservación
En la Lista Roja de Especies Amenazadas de la UICN, la especie está clasificada como de “Preocupación Menor (LC)”.

## Usos
Se cultiva principalmente como planta ornamental y su propagación se realiza a través de esquejes o semillas.

## Galería

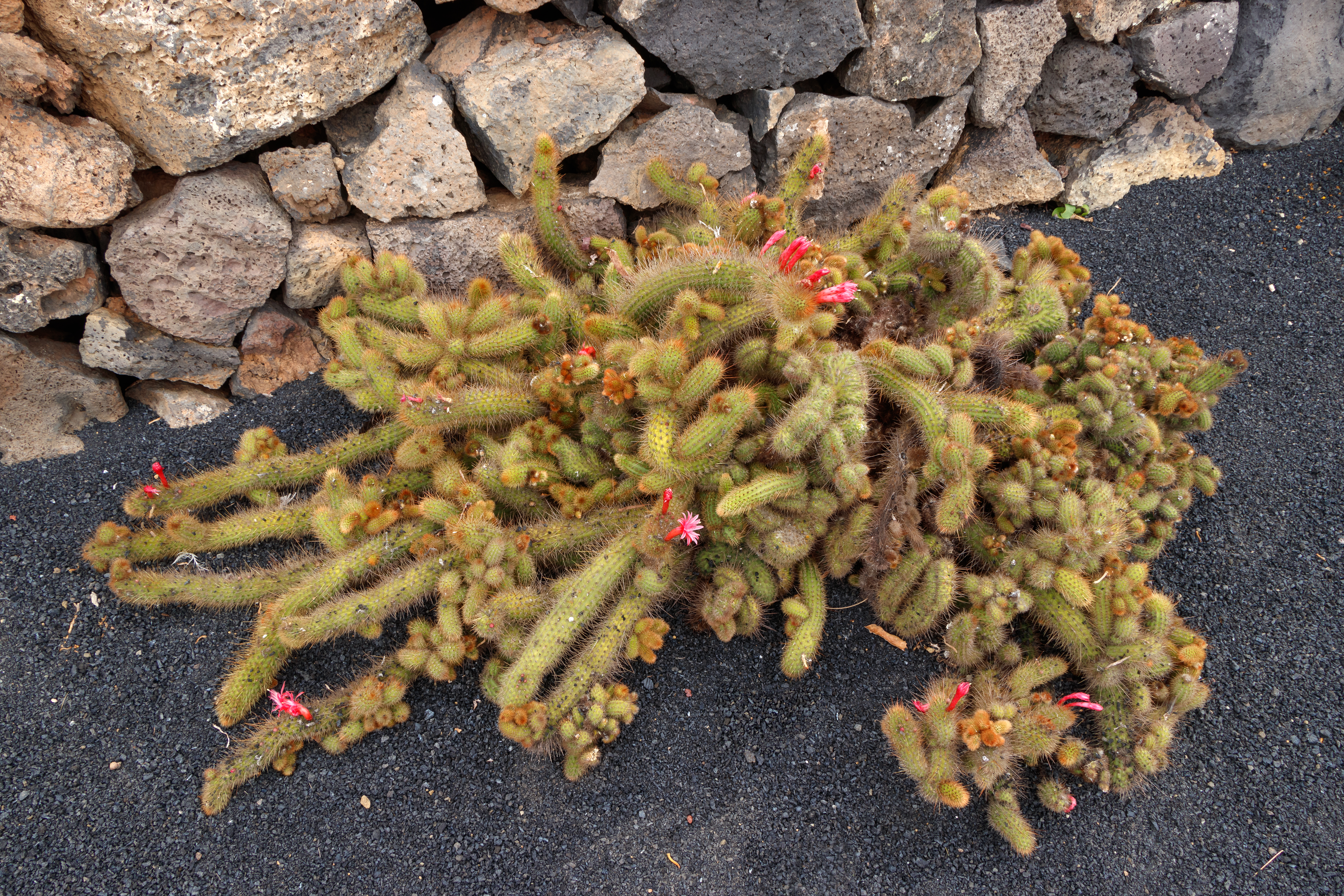
Forma cristata
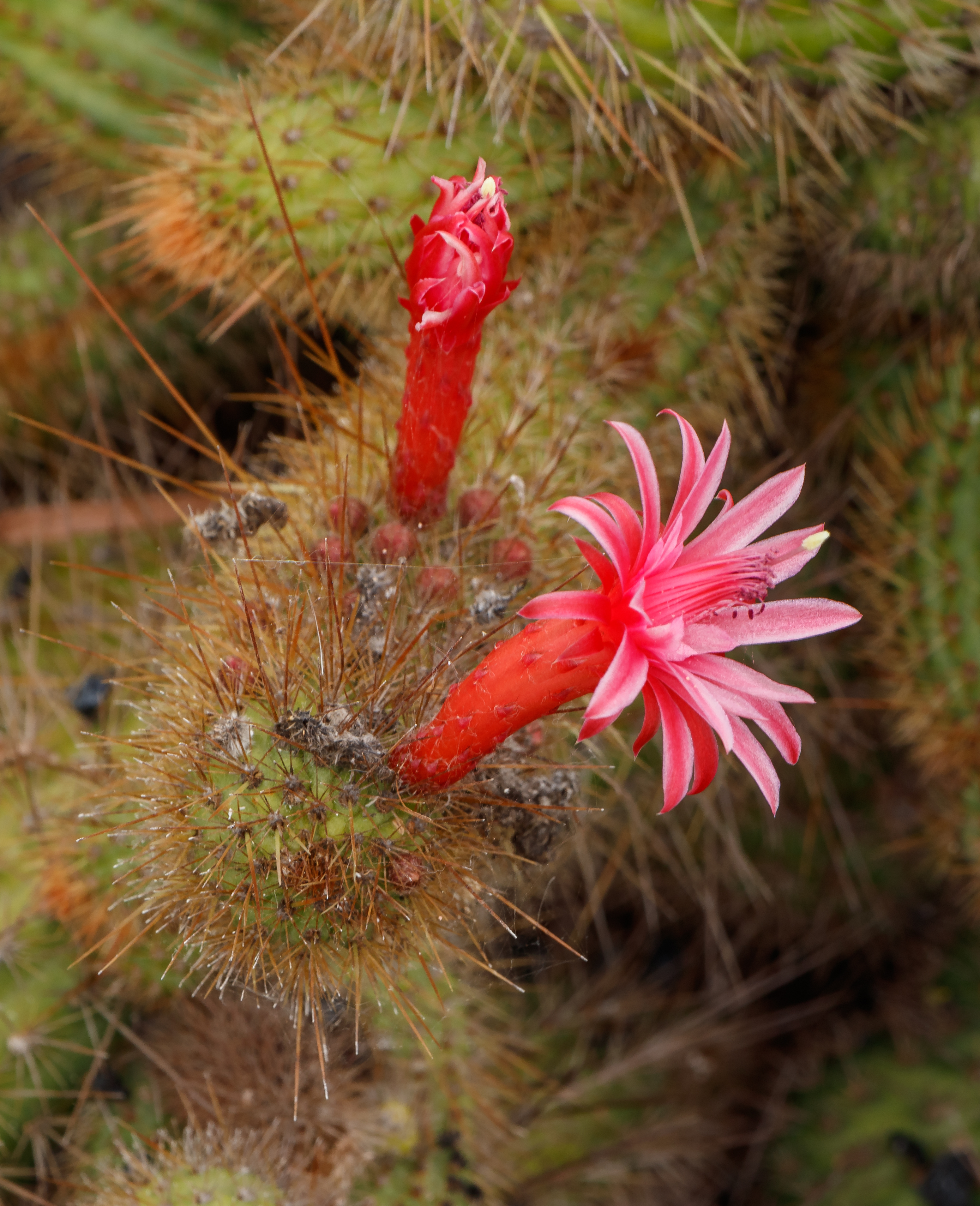
Floración
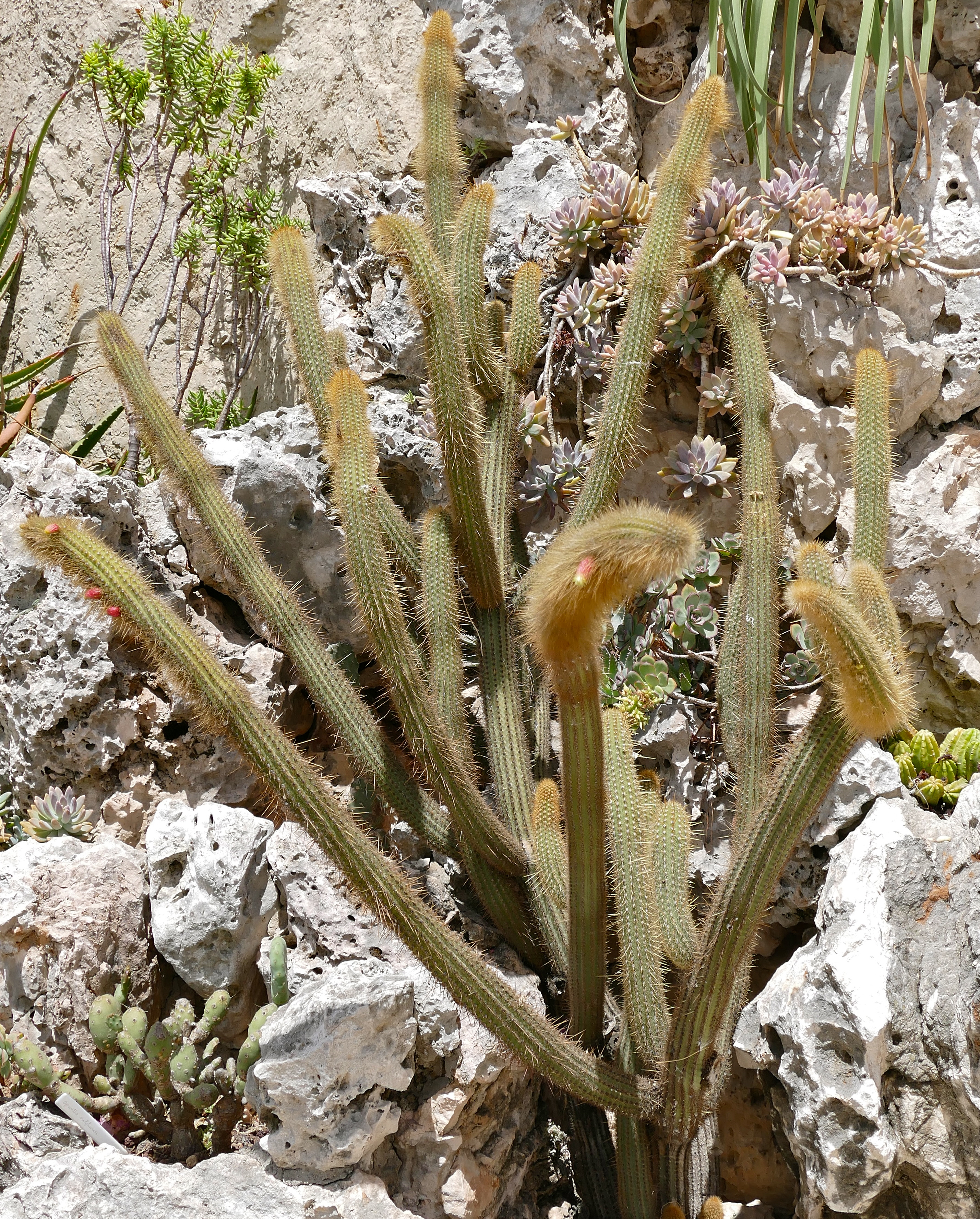
Vista de la planta
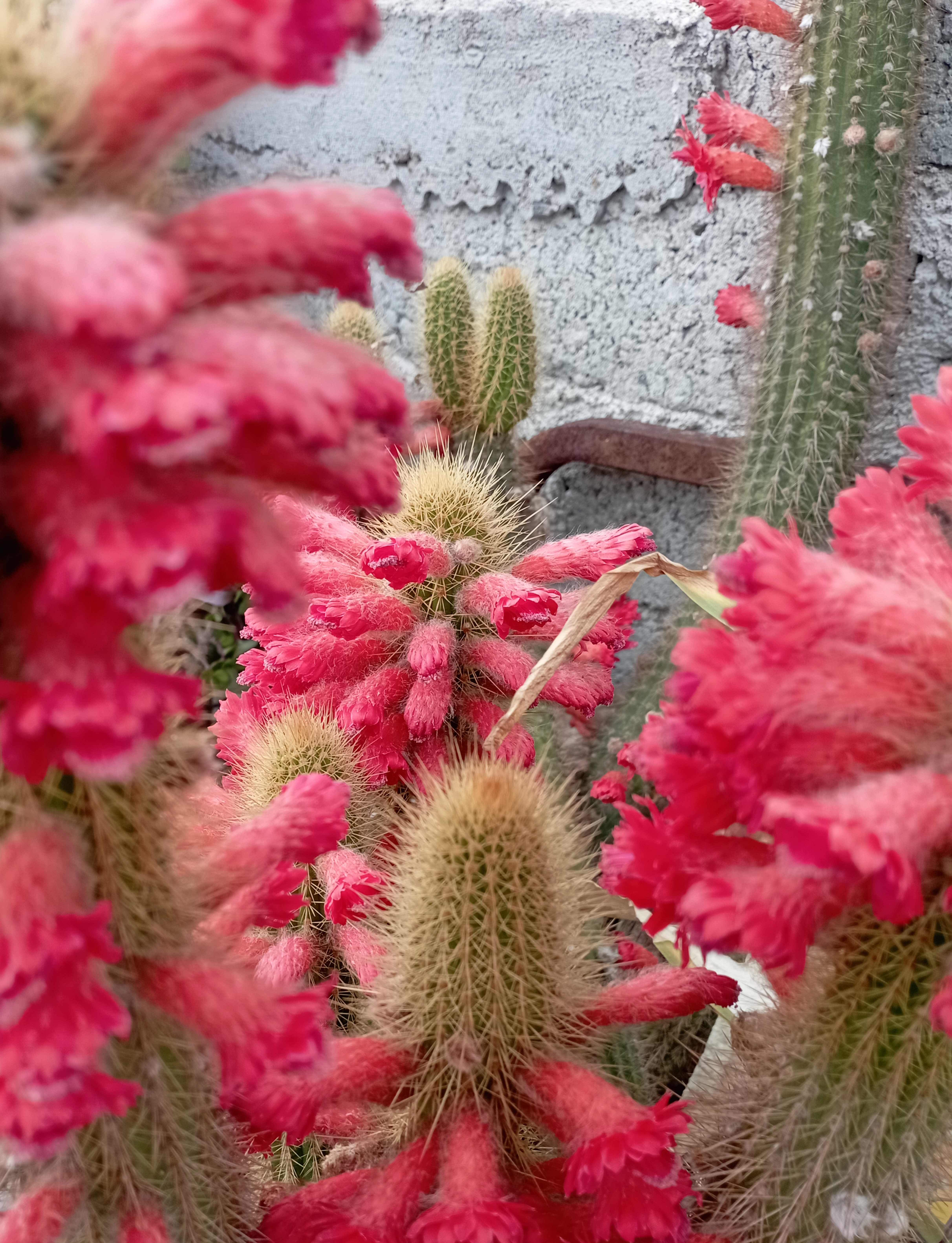
Floración
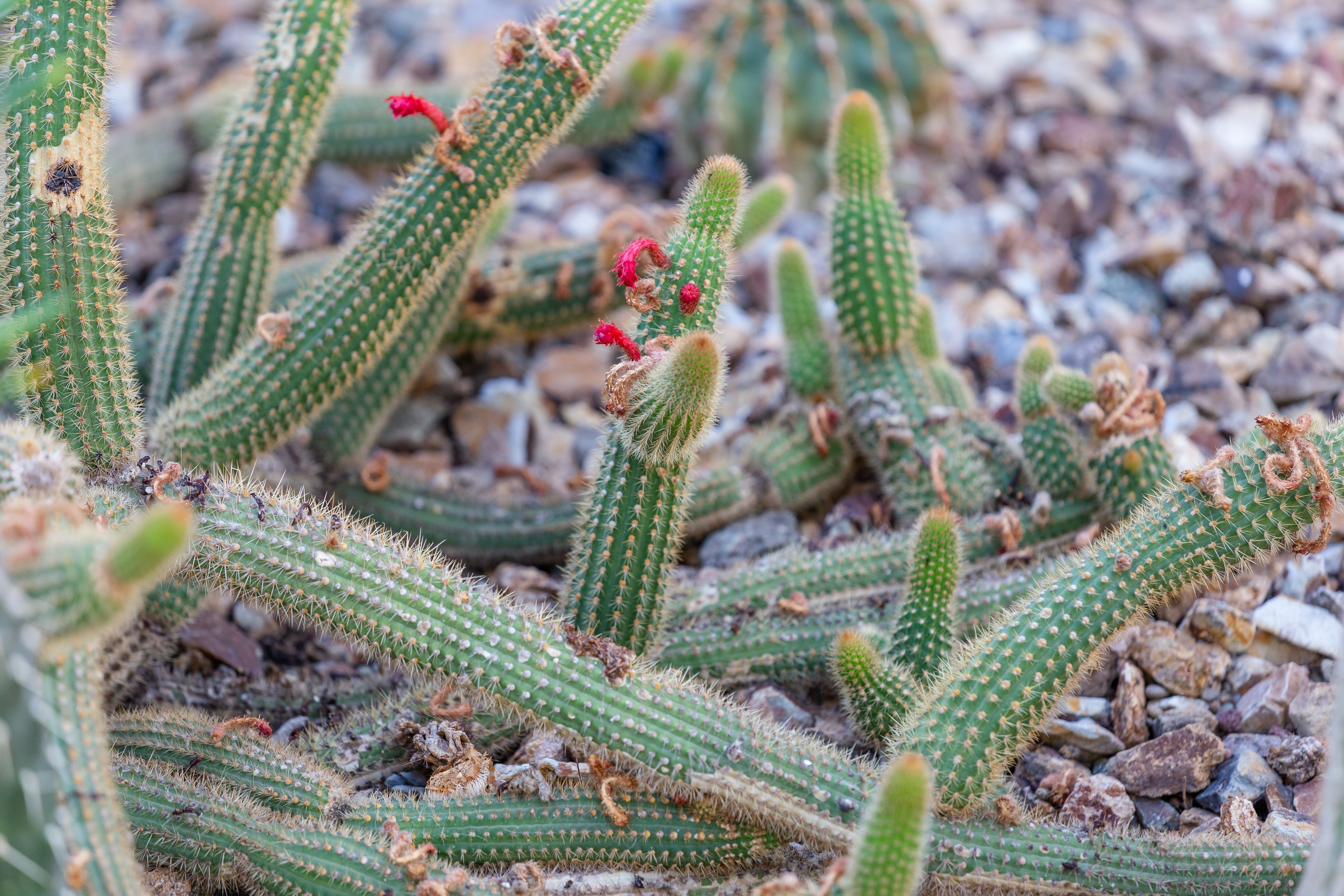
Planta en cultivo
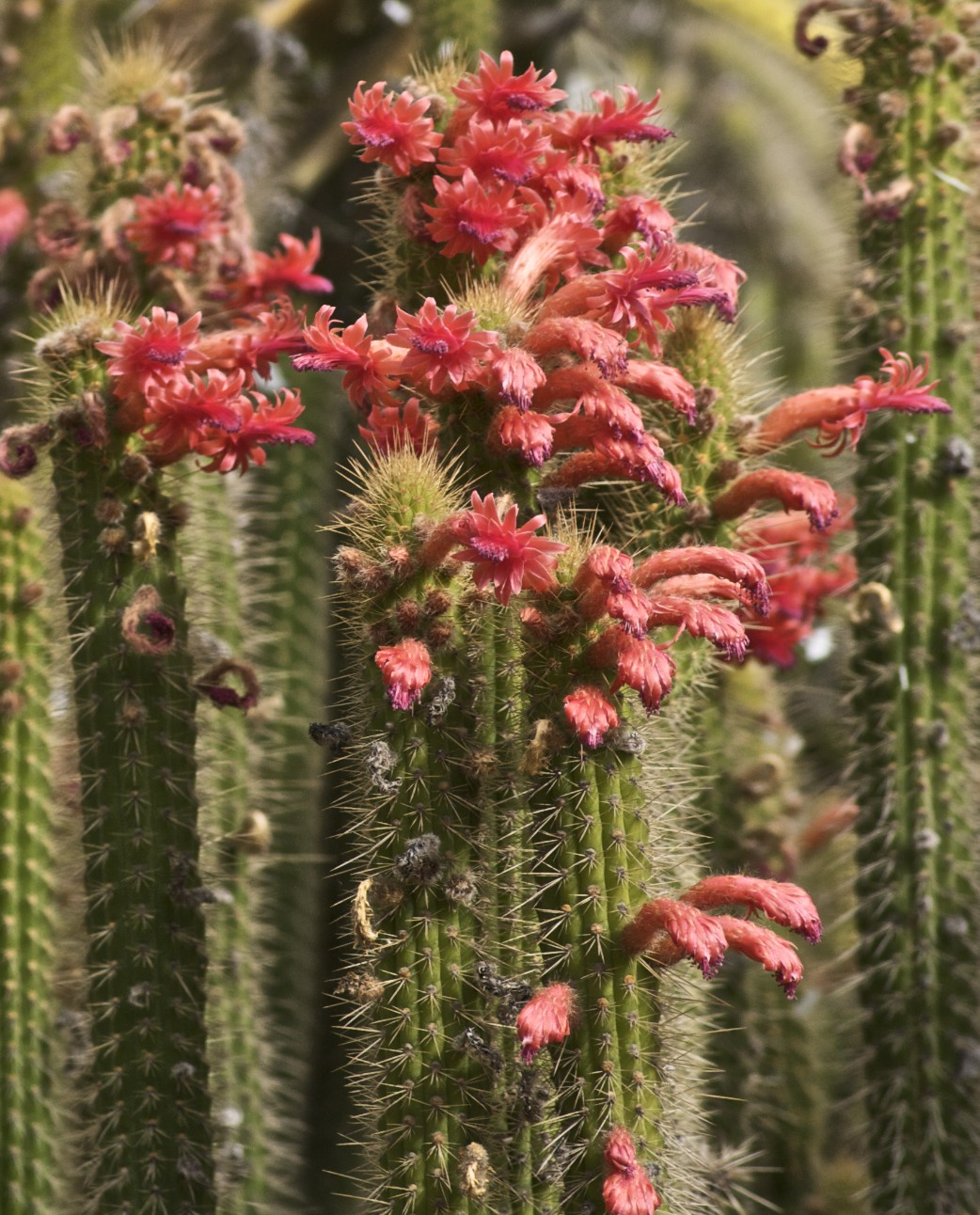
Planta en flor
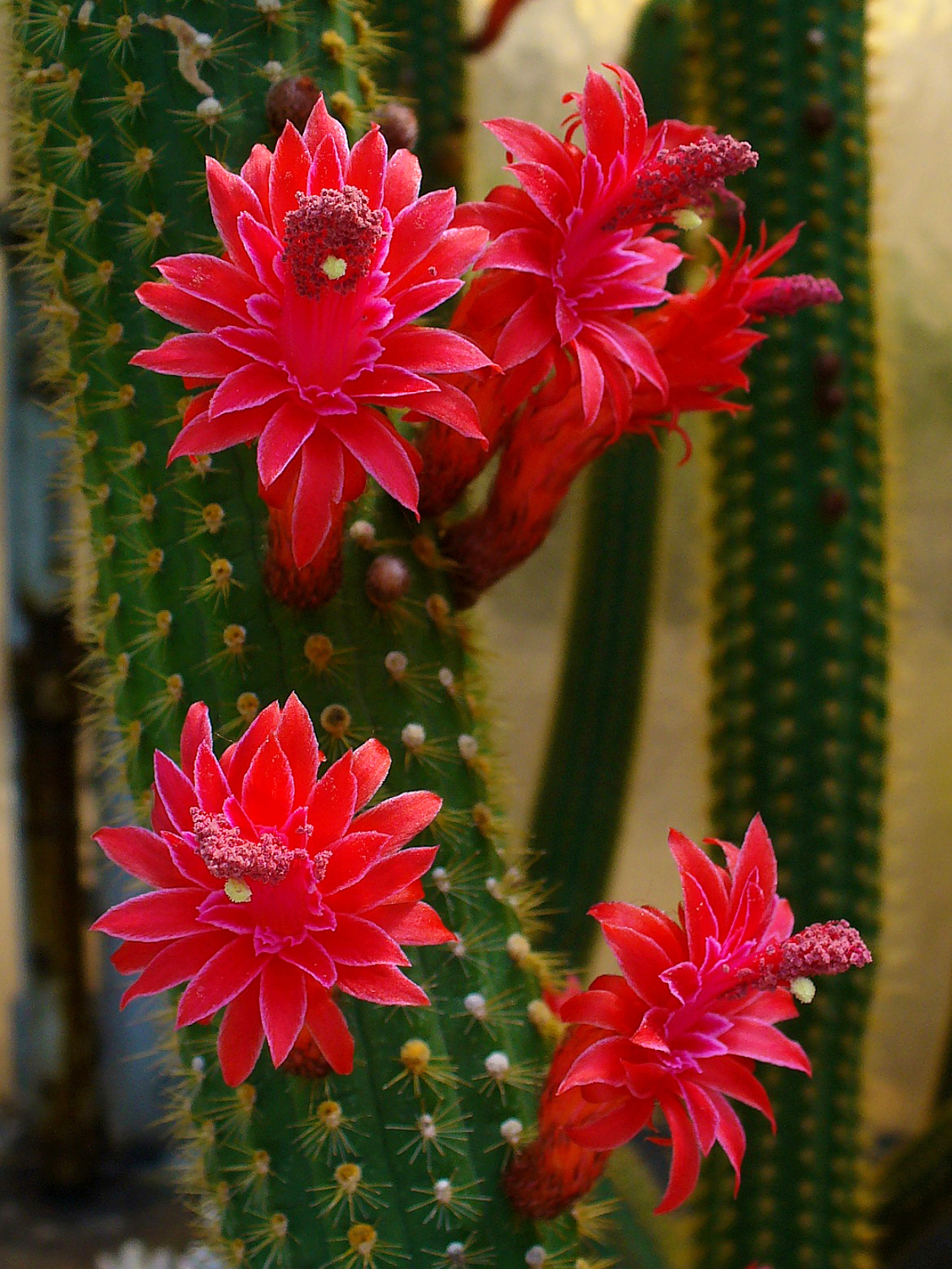
Tallo en flor
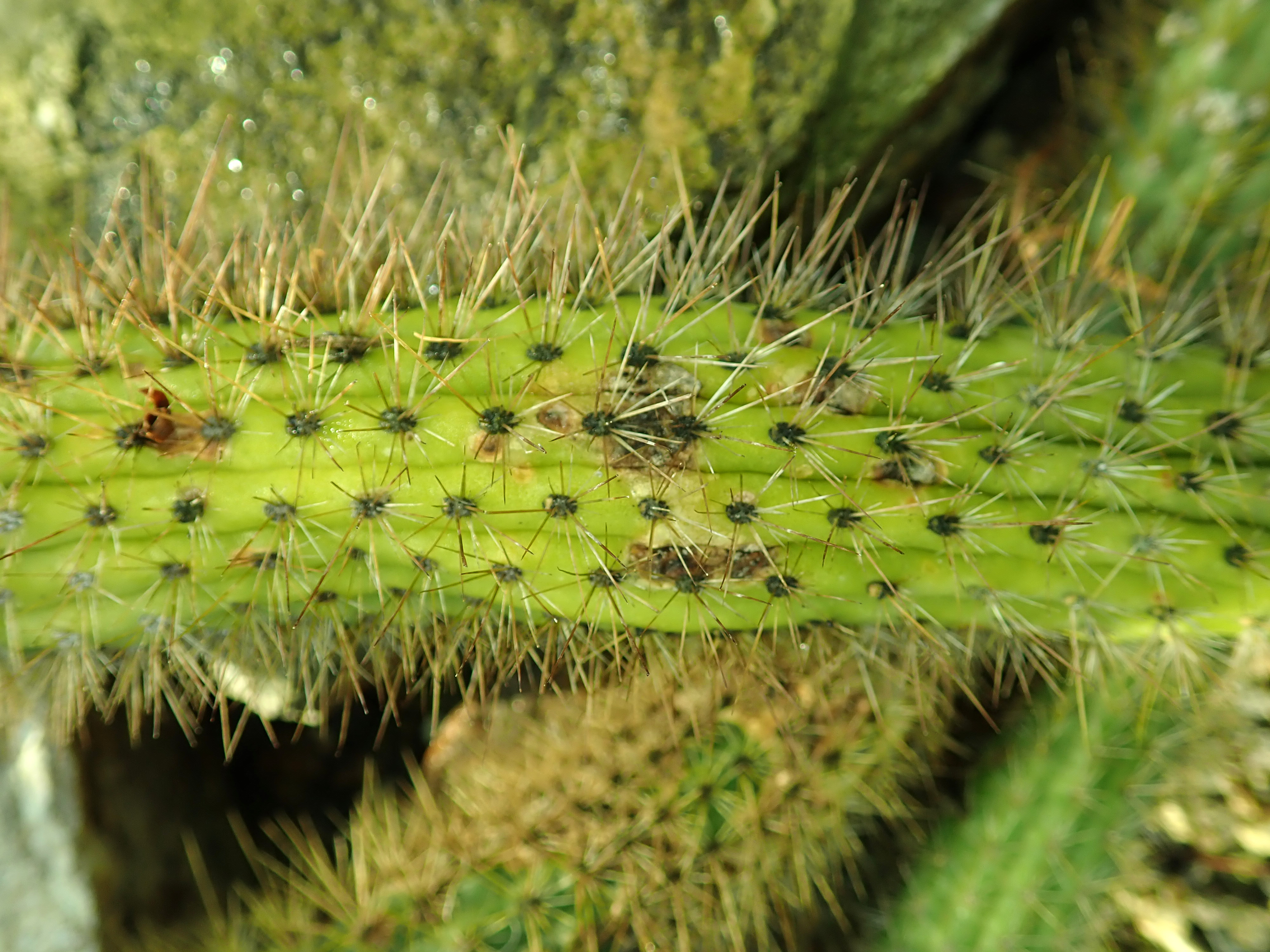
Detalle del tallo
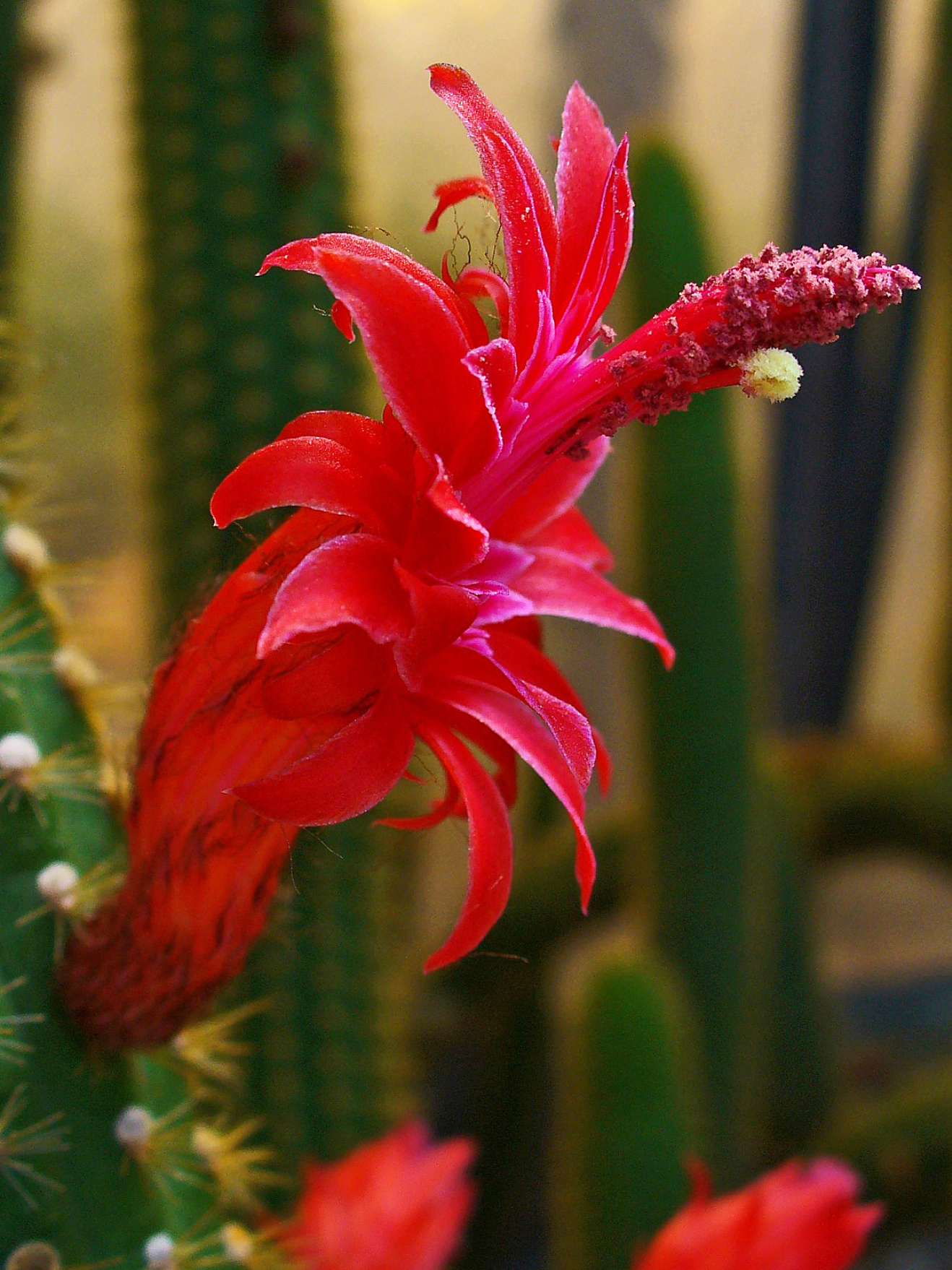
Flor en detalle
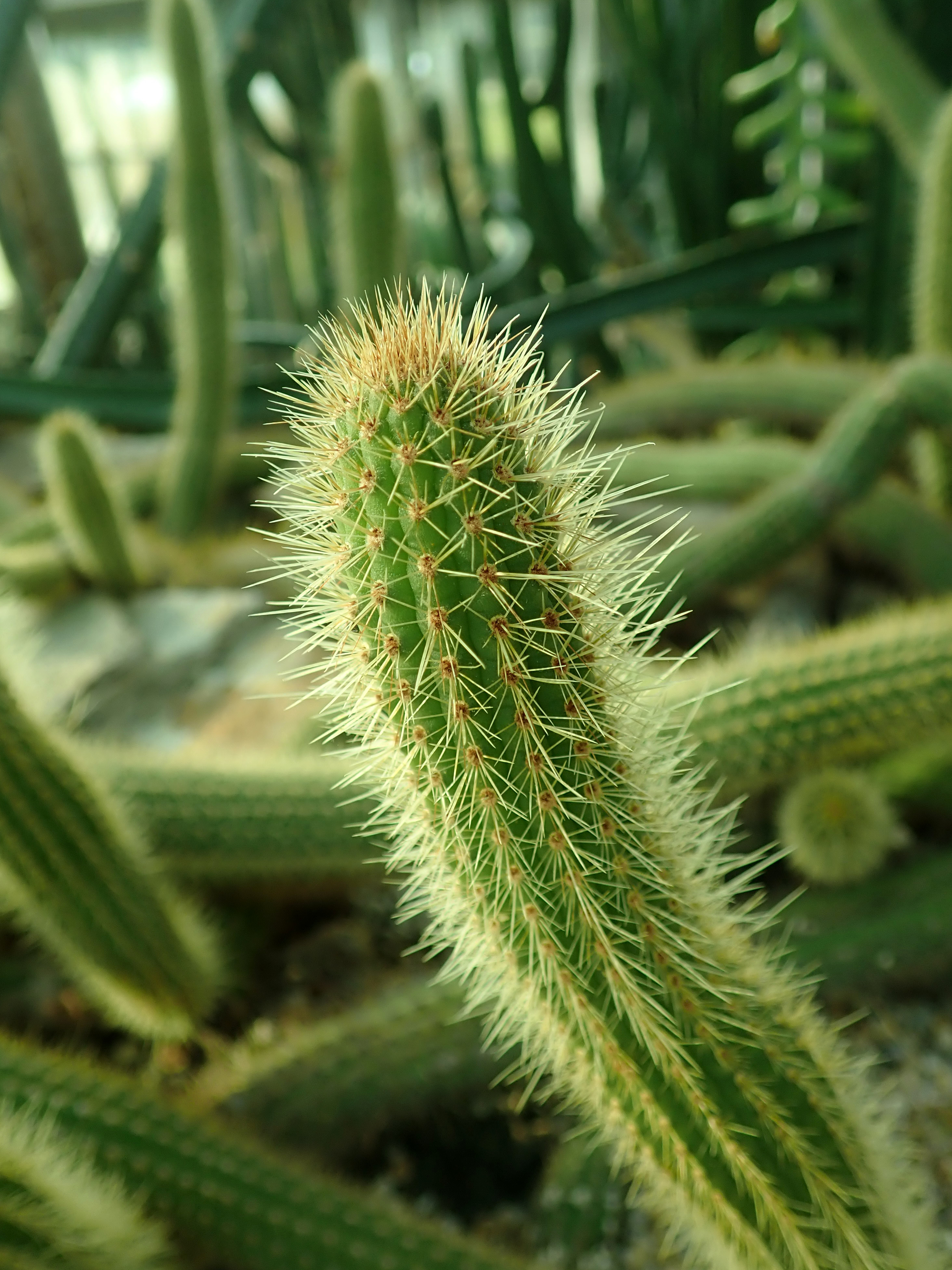
Tallo y espinas